# Apiterapia
Per apiterapia si intendono pratiche di medicina alternativa pseudoscientifica con prodotti raccolti, trasformati e secreti dalle api, in particolare: polline, propoli, miele, pappa reale e veleno. Un risultato che vada oltre l'effetto placebo non è stato scientificamente dimostrato. L'apiterapia non è una forma di trattamento comprovata, né è raccomandata come terapia per le malattie articolari o per altre patologie. Sebbene i sostenitori dell'apiterapia ritengano che possa aumentare i livelli di energia e alleviare i sintomi di varie malattie, come l'artrite, la gotta, i dolori articolari e la sclerosi multipla, non esiste alcuna prova scientifica a sostegno di queste affermazioni. Ci sono stati casi verificabili di morte in relazione al veleno d'api somministrato come parte dell'apiterapia a causa delle reazioni allergiche al veleno dell'ape. I ricercatori che hanno studiato questi casi concludono che "i rischi di sottoporsi all'apiterapia possono superare i presunti benefici" e che "questa pratica è sia pericolosa che sconsigliabile".

## Apiterapia e miele
La medicina tradizionale attribuisce generalmente ai mieli provenienti da piante medicinali le stesse proprietà di quelle senza però nessuna validazione scientifica e tantomeno evidenza pratica. Le proprietà medicamentose del miele non sono supportate da prove scientifiche. Le prove a sostegno dell'uso del miele nel trattamento delle ferite sono di qualità così bassa che non si possono trarre conclusioni definitive.

## Veleno d'ape
Le reazioni avverse alla terapia con veleno d'api sono frequenti. L'esposizione frequente al veleno può anche causare artropatia. Nei soggetti sensibili i composti del veleno possono agire come allergeni, causando una gamma di reazioni allergiche che possono variare da un lieve gonfiore locale a gravi reazioni sistemiche, shock anafilattico o persino la morte.